# Hyde (Pennsilvània)
Hyde és una concentració de població designada pel cens dels Estats Units a l'estat de Pennsilvània. Segons el cens del 2000 tenia 1.491 habitants.

## Demografia
Segons el cens del 2000, Hyde tenia 1.491 habitants, 636 habitatges, i 445 famílies. La densitat de població era de 346,8 habitants per quilòmetre quadrat.
Dels 636 habitatges en un 27,2% hi vivien nens de menys de 18 anys, en un 52,2% hi vivien parelles casades, en un 13,4% dones solteres, i en un 30% no eren unitats familiars. En el 26,3% dels habitatges hi vivien persones soles l'11,9% de les quals corresponia a persones de 65 anys o més que vivien soles. El nombre mitjà de persones vivint en cada habitatge era de 2,34 i el nombre mitjà de persones que vivien en cada família era de 2,8.
Per edats la població es repartia de la següent manera: un 23,5% tenia menys de 18 anys, un 6,2% entre 18 i 24, un 27,8% entre 25 i 44, un 24,4% de 45 a 60 i un 18,1% 65 anys o més.
L'edat mediana era de 39 anys. Per cada 100 dones de 18 o més anys hi havia 88,9 homes.
La renda mediana per habitatge era de 24.342 $ i la renda mediana per família de 33.895 $. Els homes tenien una renda mediana de 26.853 $ mentre que les dones 18.882 $. La renda per capita de la població era de 12.645 $. Entorn del 16,2% de les famílies i el 21,4% de la població estaven per davall del llindar de pobresa.

## Poblacions més properes
El següent diagrama mostra les poblacions més properes.